# Велень (Джоаджу, Хунедоара)
Велень, Велені (рум. Văleni) — село у повіті Хунедоара в Румунії. Адміністративно підпорядковане місту Джоаджу.
Село розташоване на відстані 283 км на північний захід від Бухареста, 26 км на північний схід від Деви, 92 км на південь від Клуж-Напоки.

## Населення
За даними перепису населення 2002 року у селі проживала 51 особа, усі — румуни. Усі жителі села рідною мовою назвали румунську.